# Ricardo Juste

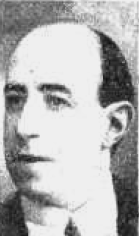
Juste hacia 1912

Ricardo Juste Tobías (1875 - Madrid, 13 de marzo de 1964) fue un actor español.

## Biografía
Desarrolló toda su carrera artística exclusivamente en el teatro. Sus inicios profesionales se remontan a la década de 1890. En 1899 ingresó en la Compañía de María Guerrero y Fernando Díaz de Mendoza, con los que estrenaría, entre otras obras, Más fuerte que el amor (1906), de Benavente; Daniel (1907), de Joaquín Dicenta; Las hijas del Cid (1908), de Eduardo Marquina; Añoranzas (1906), La fuente amarga (1910) y La fuerza del mal (1914), las tres de Manuel Linares Rivas; El alcázar de las perlas (1911), de Francisco Villaespesa; El rey trovador (1912), de Eduardo Marquina; La Malquerida (1913) y Campo de armiño (1916), las dos de Jacinto Benavente; El doncel romántico (1922), de Luis Fernández Ardavín; El último pecado (1918), de Pedro Muñoz Seca; La calumniada (1919), de los Hermanos Álvarez Quintero; o Desdichas de la fortuna o Julianillo Valcárcel (1926), de los Hermanos Machado.
En 1918, bajo dirección de Cipriano Rivas Cherif interpreta a Miguel de Unamuno en Fedra. Se mantuvo con esa compañía en el Teatro Español hasta 1931
Tras la Guerra civil española continúa su carrera en el teatro y participa en el estreno de La florista de la Reina (1940), de Luis Fernández Ardavín; La hidalga limosnera (1944), de José María Pemán; y la reposición de Doña María la Brava (1944), de Eduardo Marquina. Posteriormente, se especializó en el género de la comedia y se integró en la compañía de Isabel Garcés. Con ella estrenó en el Teatro Infanta Isabel obras como ¡Oh, doctor! (1950), de Carlos Llopis; Su amante esposa (1950), Ha llegado Don Juan (1952) y El alfiler en la boca, las tres de Jacinto Benavente; o La venda en los ojos (1954), de José López Rubio.